# O vilket ljuvligt majestät
O vilket ljuvligt majestät är en brittisk psalm med fem verser som skrevs 1787 av Samuel Stennett. Texten översattes till svenska 1893 av Erik Nyström. Musiken är skriven 1799 av Joseph Haydn.

## Publicerad i
- Svenska Missionsförbundets sångbok (1951) nummer 56, under rubriken "Jesus Kristus -Jesu härlighet".[1]

### Fotnoter
1. 1 2   Sånger och psalmer musik och text : för enskilt och offentligt bruk. Stockholm: Missionsförb. 1951. Libris 3387612